# Mistrovství České republiky v cyklokrosu
Mistrovství České republiky v cyklokrosu se koná pravidelně od roku 1993, kdy nahradil mistrovství Československa.

## Přehled

### Muži
| Rok  | Místo             | Kategorie      | Zlato               | Stříbro             | Bronz               |
| ---- | ----------------- | -------------- | ------------------- | ------------------- | ------------------- |
| 1993 | Brno              | profesionálové | Radovan Fořt        | Miloslav Kvasnička  | František Klouček   |
| 1993 | Brno              | amatéři        | Pavel Elsnic        | Ondřej Lukeš        | Jiří Pospíšil       |
| 1994 | Tábor             | muži           | Radomír Šimůnek     | Ondřej Lukeš        | Pavel Camrda        |
| 1995 | Plzeň             | muži           | Radomír Šimůnek     | Pavel Elsnic        | Ondřej Lukeš        |
| 1996 | Mladá Boleslav    | muži           | Jiří Pospíšil       | Ondřej Lukeš        | Radomír Šimůnek     |
| 1997 | Kolín             | muži           | Radomír Šimůnek     | Jiří Pospíšil       | Zdeněk Mlynář       |
| 1998 | Loštice           | elite          | Radomír Šimůnek     | Jiří Pospíšil       | Kamil Ausbuher      |
| 1999 | Holé Vrchy        | elite          | Jiří Pospíšil       | Petr Dlask          | Radomír Šimůnek     |
| 2000 | Mladá Boleslav    | elite          | Petr Dlask          | Radomír Šimůnek     | Kamil Ausbuher      |
| 2001 | Tábor             | elite + U23    | Petr Dlask          | Jiří Pospíšil       | Václav Ježek        |
| 2002 | Hlinsko           | elite + U23    | Jiří Pospíšil       | Martin Bína         | Kamil Ausbuher      |
| 2003 | Louny             | elite + U23    | Petr Dlask          | Martin Bína         | Václav Ježek        |
| 2004 | Plzeň             | elite + U23    | Kamil Ausbuher      | Martin Zlámalík     | Radomír Šimůnek ml. |
| 2005 | Mladá Boleslav    | elite + U23    | Zdeněk Štybar       | Martin Bína         | Radomír Šimůnek ml. |
| 2006 | Podbořany         | elite + U23    | Petr Dlask          | Martin Bína         | Radomír Šimůnek ml. |
| 2007 | Česká Lípa        | elite + U23    | Petr Dlask          | Zdeněk Štybar       | Radomír Šimůnek ml. |
| 2008 | Mnichovo Hradiště | elite + U23    | Zdeněk Štybar       | Radomír Šimůnek ml. | Lukáš Klouček       |
| 2009 | Kolín             | elite + U23    | Zdeněk Štybar       | Radomír Šimůnek ml. | Petr Dlask          |
| 2010 | Tábor             | elite + U23    | Zdeněk Štybar       | Petr Dlask          | Martin Bína         |
| 2011 | Hlinsko           | elite + U23    | Zdeněk Štybar       | Martin Zlámalík     | Jaroslav Kulhavý    |
| 2012 | Uničov            | elite + U23    | Zdeněk Štybar       | Radomír Šimůnek ml. | Karel Hník          |
| 2013 | Stříbro           | elite + U23    | Zdeněk Štybar       | Martin Bína         | Vojtěch Nipl        |
| 2014 | Loštice           | elite + U23    | Martin Bína         | Michael Boroš       | Vladimír Kyzivát    |
| 2015 | Slaný             | elite + U23    | Adam Ťoupalík       | Vojtěch Nipl        | Michael Boroš       |
| 2016 | Kolín             | elite + U23    | Radomír Šimůnek ml. | Michael Boroš       | Adam Ťoupalík       |
| 2017 | Hlinsko           | elite + U23    | Michael Boroš       | Tomáš Paprstka      | Jan Nesvadba        |
| 2018 | Mladá Boleslav    | elite + U23    | Michael Boroš       | Jan Nesvadba        | Adam Ťoupalík       |
| 2019 | Holé Vrchy        | elite + U23    | Michael Boroš       | Tomáš Paprstka      | Jan Nesvadba        |
| 2020 | Jičín             | elite + U23    | Emil Hekele         | Tomáš Kopecký       | Michael Boroš       |
| 2021 | Jabkenice         | elite + U23    | Michael Boroš       | Tomáš Paprstka      | Josef Jelínek       |
| 2022 | Kolín             | elite + U23    | Michael Boroš       | Jakub Ťoupalík      | Adam Ťoupalík       |
| 2023 | Mladá Boleslav    | elite + U23    | Michael Boroš       | Matyáš Kopecký      | Jakub Říman         |
| 2024 | Tábor             | elite + U23    | Michael Boroš       | Adam Ťoupalík       | Zdeněk Štybar       |
| 2025 | Jičín             | elite + U23    | Michael Boroš       | Václav Ježek        | Jakub Ťoupalík      |

### Ženy
| Sezona (datum)             | Místo             | Kategorie | Zlato               | Stříbro             | Bronz               |
| -------------------------- | ----------------- | --------- | ------------------- | ------------------- | ------------------- |
| 1999 / 2000 (13. 1. 2000)  | Mladá Boleslav    | ženy      | Jana Jeřábková      | Pavla Havlíková     | Pavla Neradilová    |
| 2000 / 2001                | Louny             | ženy      | Karla Polívková     | Pavla Havlíková     | Zdeňka Havlíková    |
| 2001 / 2002                | Loštice           | ženy      | Jindřiška Bejstová  |                     |                     |
| 2002 / 2003 (14. 12. 2002) | Mladá Boleslav    | ženy      | Jindřiška Bejstová  | Barbora Bohatá      | Kateřina Bohatá     |
| 2003 / 2004 (13. 12. 2003) | Podbořany         | ženy      | Barbora Bohatá      | Lenka Ochmanová     | Klára Nepustilová   |
| 2004 / 2005 (18. 12. 2004) | Česká Lípa        | ženy      | Barbora Bohatá      | Kateřina Bohatá     | Šárka Chmurová      |
| 2005 / 2006 (17. 12. 2005) | Mnichovo Hradiště | ženy      | Kateřina Bohatá     |                     |                     |
| 2006 / 2007 (16. 12. 2006) | Hlinsko           | ženy      | Jana Kyptová        |                     |                     |
| 2007 / 2008 (15. 12. 2007) | Kolín             | ženy      | Pavla Havlíková     | Barbora Bohatá      | Jitka Škarnitzlová  |
| 2008 / 2009 (13. 12. 2008) | Plzeň             | ženy      | Pavla Havlíková     | Jana Kyptová        | Jitka Škarnitzlová  |
| 2009 / 2010 (9. 1. 2010)   | Tábor             | ženy      | Kateřina Nash       | Pavla Havlíková     | Jana Kyptová        |
| 2010 / 2011 (11. 12. 2010) | Mnichovo Hradiště | ženy      | Kateřina Nash       | Pavla Havlíková     | Martina Mikulášková |
| 2011 / 2012 (10. 12. 2011) | Kolín             | ženy      | Martina Mikulášková | Pavla Havlíková     | Pavlína Šulcová     |
| 2012 / 2013 (8. 12. 2012)  | Louny             | ženy      | Pavla Havlíková     | Martina Mikulášková | Elena Vaníčková     |
| 2013 / 2014 (14. 12. 2013) | Slaný             | ženy      | Martina Mikulášková | Pavla Havlíková     | Nikola Nosková      |
| 2014 / 2015 (13. 12. 2014) | Milovice          | ženy      | Kateřina Nash       | Martina Mikulášková | Pavla Havlíková     |
| 2016                       | Kolín             | ženy      | Martina Mikulášková | Pavla Havlíková     | Nikola Nosková      |
| 2017                       | Hlinsko           | ženy      | Pavla Havlíková     | Nikola Nosková      | Adéla Šafářová      |
| 2018                       | Mladá Boleslav    | ženy      | Pavla Havlíková     | Adéla Šafářová      | Nikola Nosková      |
| 2019                       | Holé Vrchy        | ženy      | Pavla Havlíková     | Jana Czeczinkarová  | Kamila Janů         |
| 2020                       | Jičín             | ženy      | Pavla Havlíková     | Tereza Švihálková   | Nikola Bajgerová    |
| 2021                       | Jabkenice         | ženy      | Pavla Havlíková     | Nikola Nosková      | Karla Štěpánová     |
| 2022                       | Kolín             | ženy      | Kristýna Zemanová   | Tereza Vaníčková    | Nikola Bajgerová    |
| 2023                       | Mladá Boleslav    | ženy      | Kristýna Zemanová   | Julia Kopecky       | Nikola Bajgerová    |
| 2024                       | Tábor             | ženy      | Kristýna Zemanová   | Nikola Nosková      | Simona Spěšná       |
| 2025                       | Jičín             | ženy      | Kristýna Zemanová   | Kateřina Ďouděrová  | Simona Spěšná       |